# Sofie Castenschiold
Sofie Castenschiold (n. 1 februarie 1882, Copenhaga, Danemarca – d. 30 ianuarie 1979, Helsingborg, Suedia) a fost o jucătoare de tenis daneză, medaliată olimpică. A participat la o ediție a Jocurilor Olimpice (1912) în care a câștigat o medalie de argint.

## Participări
Lista de mai jos prezintă principalele competiții la care a participat Sofie Castenschiold de-a lungul carierei.
- tennis at the 1912 Summer Olympics – women's indoor singles[*]